# Aramoho
Aramoho  est un village situé sur le trajet du fleuve Whanganui, dans le  district de Whanganui et la région de Manawatū-Whanganui dans l’île du Nord de la Nouvelle-Zélande.

## Situation
C’est en fait une banlieue à la limite de la cité de Whanganui.

## Municipalités limitrophes

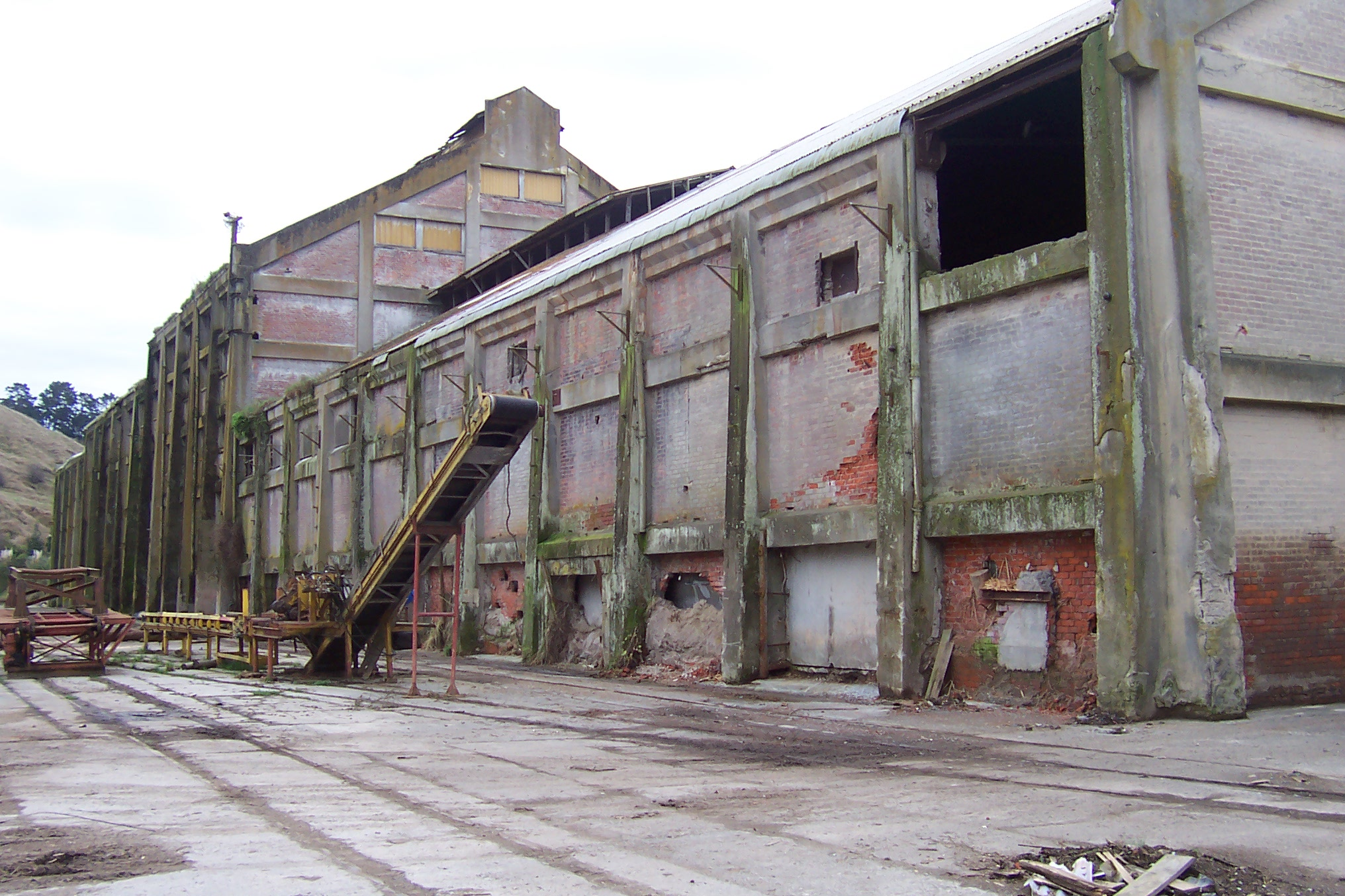
Les restes de l’usine: « Kempthorne Prosser Chemical Works » au niveau de la ville d’Aramoho.

## Histoire
Le site de la colonisation fut établi sur le trajet de la rivière en 1860, en amont du village européen de Wanganui  et du village des Māori nommé Putiki.
Une école y fut aussi établie en 1873,.

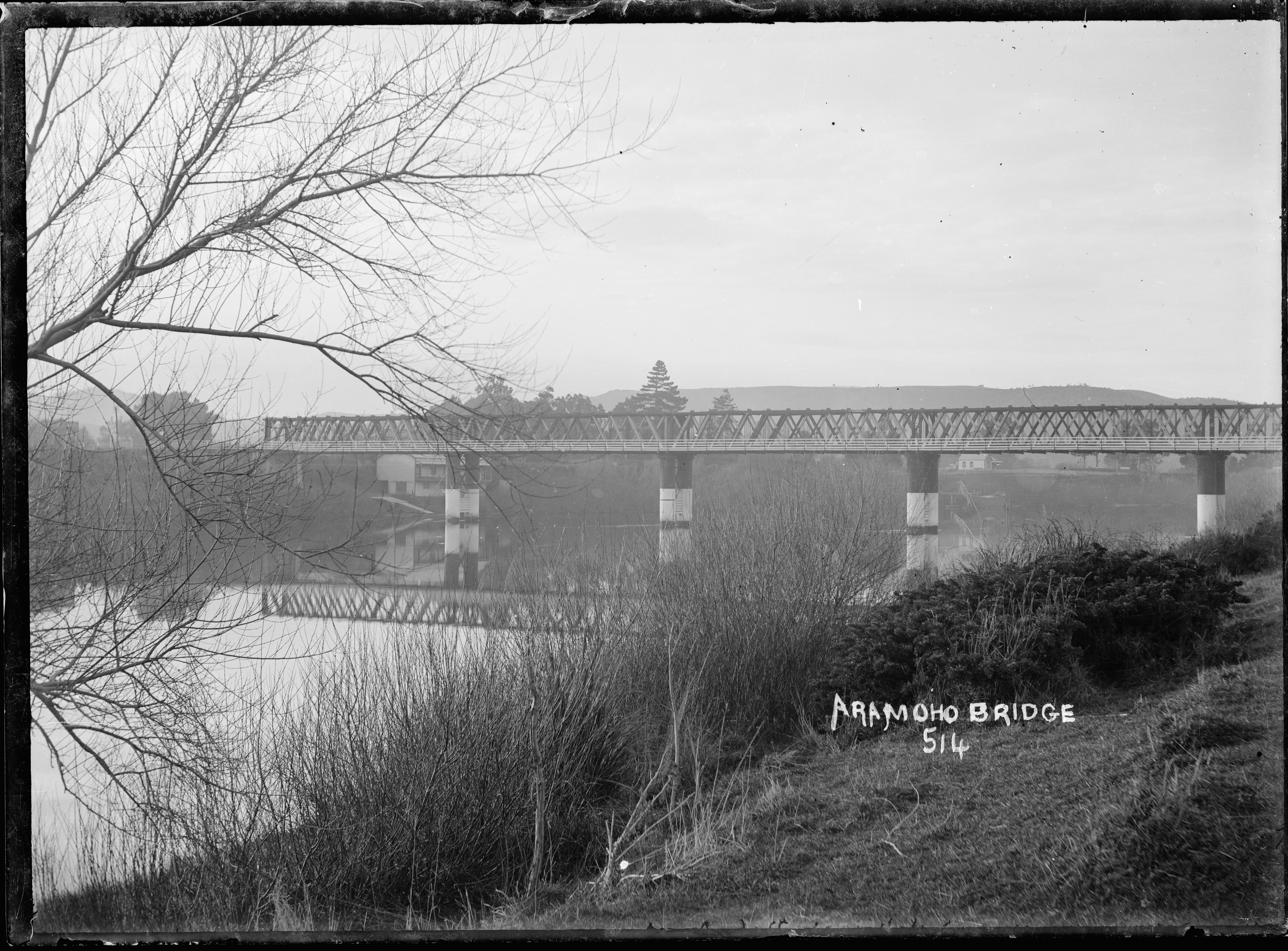
Le pont de chemin de fer enjambant le fleuve Whanganui vers 1910

Un pont de chemin de fer siège au niveau de la ville d’Aramoho, sur le trajet de la ligne Marton–New Plymouth (en), fut  terminé en 1877.
Au début du XXe siècle , les familles pouvaient remonter le fleuve sur un bateau à vapeur avec une roue à aubes pour le pique-nique annuel au niveau de Hipango Park.
Les parents levèrent aussi des fonds pour la piscine de l’école, où des générations d’enfants ont appris à nager.
La Bibliothèque Nationale de Nouvelle-Zélande détient des photographies des élèves des écoles et de leurs enseignants à partir de l’année 1915, montrant des garçons portant leurs  shorts, leurs longues chaussettes, leurs chemises et leurs blazers, et les filles portant des robes, installés sur un petit terrain en face de l’école. Une autre photo des enfants à l’école où ils sont présentés dans le magazine de 1937 du «New Zealand Railways Magazine».
Un jardin de roses fut planté près de l’école après la Première Guerre mondiale , pour commémorer les personnes locales qui ont été tuées durant la guerre.
Le jardin devint ensuite un mémorial pour tous les enfants et les enseignants qui sont morts lors des deux guerres mondiales .
En 1926, Kempthorne Prosser (en) ouvrit un usine de médicaments et de fertilisant dans la ville d’Aramoho.
Elle a depuis été utilisée comme centre de recherche sur la fertilisation des plantes et aussi de traitements médicaux.
En 1930, le théâtre Duchess ou Duck Theatre commença à présenter des films.
Il devint plus tard l'Aramoho Plaza.
La banlieue s’est étendue après la Seconde Guerre mondiale avec une usine de traitement de la viande, une fabrique de conserves de cornichons, un jardin de thé, une compagnie de traitement de fruits secs par évaporation, un zoo, et divers hôtels et pensions.

## Démographie
Aramoho, comprenant les zones statistiques de Lower Aramoho et Upper Aramoho, couvre 3,64 km2.
La ville avait une population de 3 966 habitants lors du recensement en 2018 de la Nouvelle-Zélande, en augmentation de 273 personnes (soit 7,4 %) depuis le recensement de 2013, et inchangé par rapport à recensement de 2006 de Nouvelle-Zélande.
Il y avait 1 587 logements.
Il y avait 1 899 hommeset 2 070 femmes, donnant ainsi un sexe-ratio de 0,92 homme pour une femme, avec 843 personnes (soit 21,3 %) âgées de moins de 15 ans, 717 personnes (soit 18,1 %) âgées de 15 à 29 ans, 1 692 personnes (soit 42,7 %) âgées de 30 à 64 ans et 714 personnes (soit 18,0 %) sont âgées de 65 ans ou plus.
L’ethnicité était pour 76,9 % européens/Pākehā, 31,8 % Māori, 3,6 % personnes du Pacifique, 2,6 % sont asiatiques et 1,4 % d’une autre ethnicité (le total peut faire plus des 100 % dans la mesure où une personne peut s’identifier à de multiples ethnicités).
La proportion des personnes nées outre-mer était de 9,8 %, comparée avec les  27,1 % au niveau national.
Bien que certaines personnes objectent à donner leur religion, 52,2 % n’avaient aucune religion, 31,6 % étaient chrétiens, 0,2 % étaient hindouistes, 0,2 % étaient musulmans, 0,4 % étaient bouddhistes et 6,7 % avaient une autre religion.
Parmi ceux d’au moins 15 ans d’âge, 363 personnes (soit 11,6 %) avaient un niveau de bachelier ou un degré supérieur, et 849 personnes (soit 27,2 %)  n’avaient aucune qualification formelle.
Le statut des emplois de ceux d’au moins 15 ans étaient pour 1,287 personnes (soit 41,2 %): employé à plein temps, 441 personnes (soit 14,1 %) étaient à temps partiel et 222 personnes (soit 7,1 %) étaient sans emploi.
| Nom              | Population      | logements     | âge médian | revenu médian |
| ---------------- | --------------- | ------------- | ---------- | ------------- |
| Lower Aramoho    | 1 869 résidents | 735 logements | 36,6 ans   | 22,000 $.     |
| Upper Aramoho    | 2 097 résidents | 852 logements | 41,6 ans   | 24,200 $.     |
| Nouvelle-Zélande |                 |               | 37,4 ans   | 31,800 $      |

## Éducation
- L’école Churton School est une école primaire, mixte, publique, allant des années 1 à 6 [14] avec un effectif de 142 élèves en mars 2021 [15] .

L’école originale d’Aramaho fut établie en 1973 et fermée en 2016 du fait d’une population locale vieillissante et la  croissance de l’école  de type Kōhanga reo et d’autres écoles voisines ,.
L’Education Review Office  a relevé plusieurs points concernant la manière dont l’école a été gérée avant sa fermeture ,.
- L’école maternelle «née et grossie en Pasifika» fut établie comme le site d’une partie de l’école d'Aramoho en 2003[2].

- L’école Holy Infancy ouvrit à Aramoho en 1889 pour fournir une éducation catholique, devenant ensuite connue sous le nom de l’ « école de la sœur Rita » pour les sœurs qui assurèrent le fonctionnement de l’école pendant 40 ans. Elle fut renommée école Saint-Joseph en 1966, devenant une école intermédiaire pour les filles en 1970, et finalement fut fermée en 1979[19].

## Marae
Le marae Te Ao Hou est localisé au niveau de la localité d’Aramoho, de l’autre côté de la route par rapport à l’école Churton.
C’est un terrain de rencontre tribal des Ngāti Tupoho (en) et des Ngāti Rangi (en) de l’hapūs des Ngāti Rangi-ki-tai (en).
Le marae occupe une partie des terres communes des Māori sur la berge du fleuve  Whanganui, qui était à l’origine des zones d’accueil pour les pèches d’été et de rencontre pour les festins du peuple Ngāti Rangi,.
Une maison de rencontre, appelée Te Puawaitanga, fut construite au niveau du site en 1970.
La cérémonie de bénédiction du marae, quand il fut terminé, fut photographiée par Ans Westra (en) en 1978 .
Des maisons et des toilettes furent plus tard ajoutées au niveau du site.
En 2019, le trust du marae mit en application le financement du gouvernement pour étendre la maison de rencontre tangihanga et d’autres évènements spéciaux
Le marae marque le point d'arrivée du Tira Hoe Waka, un pèlerinage annuel  au cours duquel les participants pagaient dans les canoé ou waka de cérémonie entre les différents maraes situés sur le trajet du fleuve Whanganui

## Voir  aussi
- Liste des villes de Nouvelle-Zélande
- District de Whanganui